# Lancia Stratos Zero
Pour les articles homonymes, voir Lancia (homonymie), Stratos, Lancia Stratos et Zéro (homonymie).
La Lancia Stratos Zero ou Lancia Stratos HF Zero concept ou Lancia Strato's Zero ou Lancia Stratos 0 est un concept car de voiture de sport GT des constructeurs automobiles italiens Bertone et Lancia, présenté au salon de l'automobile de Turin 1970.

## Histoire
Ce concept car est créé par les designers italiens Nuccio Bertone (héritier de Bertone, fondé par son père Giovanni Bertone en 1912, rival de Pininfarina) et Marcello Gandini (chef-designer Bertone). Ils le baptisent « Stratos 0 » en rapport à la stratosphère de l'ère spatiale alors en vogue de l'époque,,.

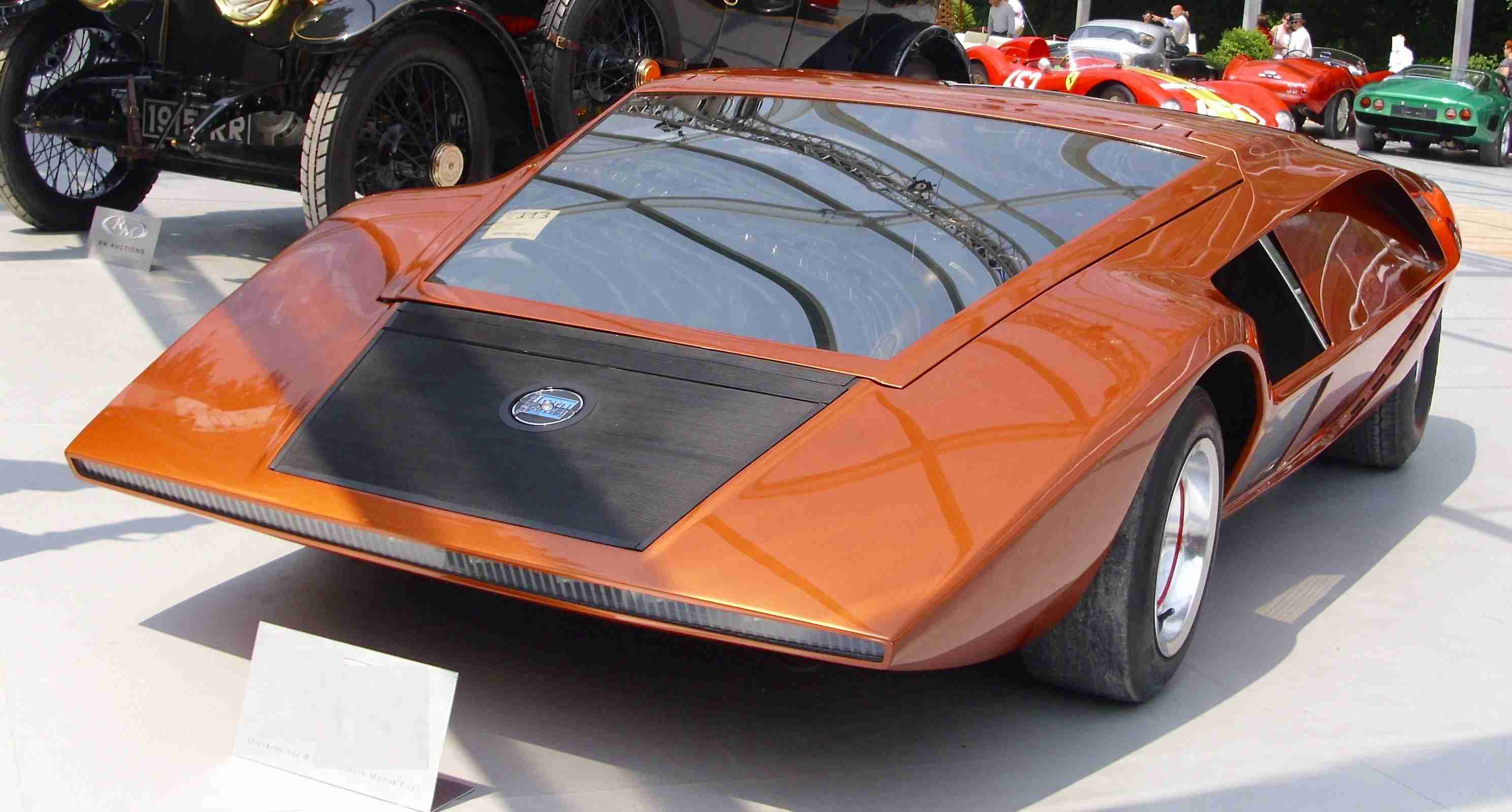
Concours d'élégance Villa d'Este
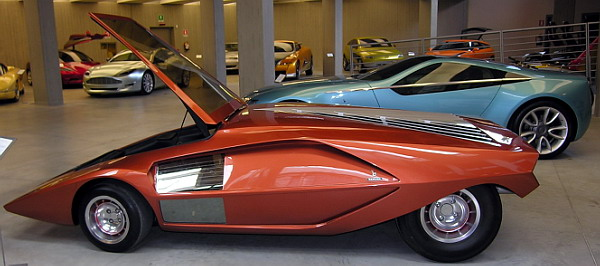
Musée Bertone près de Turin

Elle est commercialisée avec succès par la Scuderia Lancia en version Lancia Stratos (et routière GT Stradale) en 492 exemplaires, entre 1973 et 1978, avec moteur V6 Ferrari Dino de Dino 246 GT/GTS (1969) de 2,4 L, pour 190 ch (entre autres triple victorieuses mythiques et dominatrices du championnat du monde des rallyes 1974, 1975, et 1976). 

### Carrosserie
Ce concept car est créé par Bertone sur un châssis-moteur de Lancia Fulvia HF1600 Rally,.

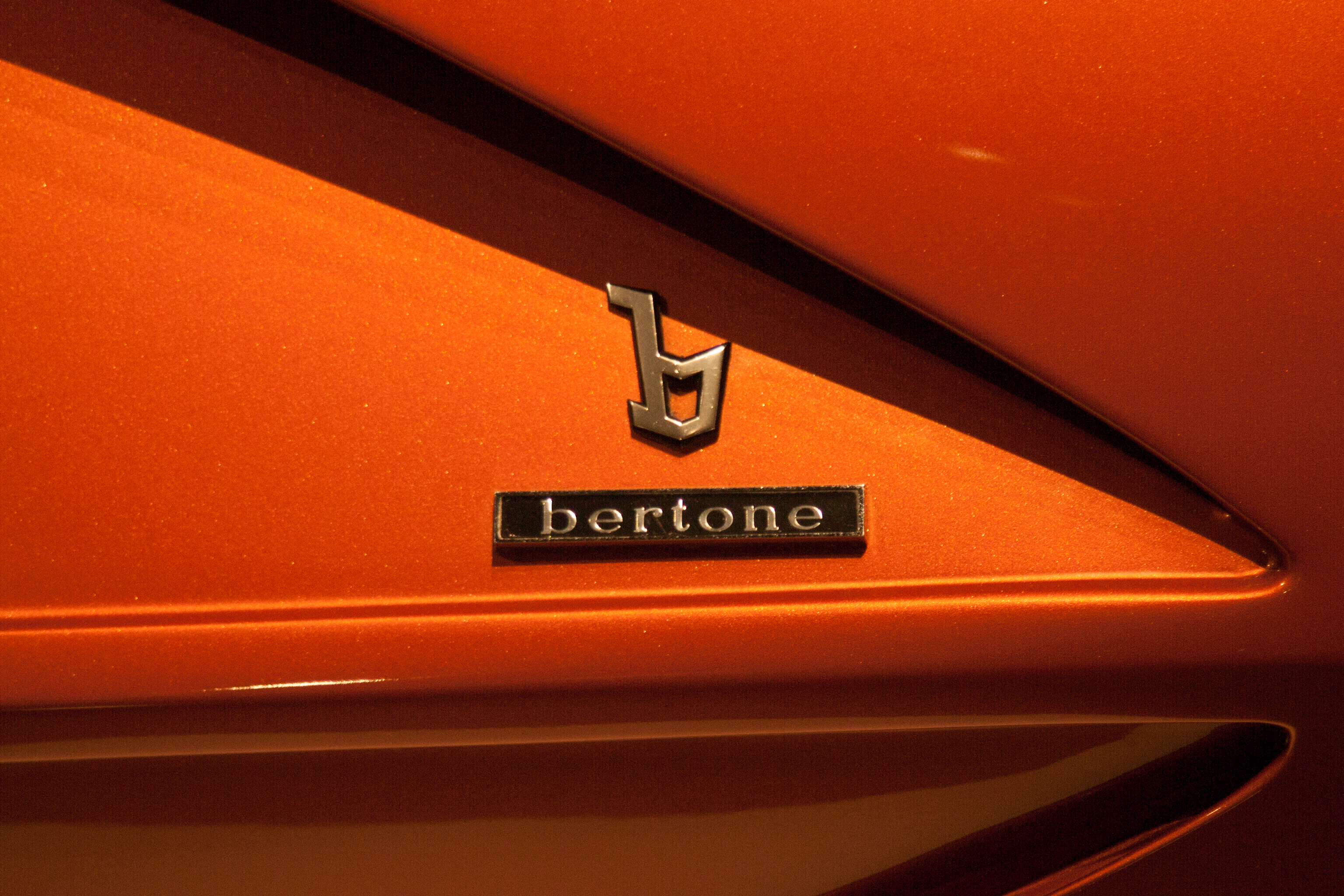

 Son style anguleux trapézoïdale ultra-design futuriste de science-fiction (pour l'époque) est ultra bas et aérodynamique (84 cm de haut) avec carrosserie en fibre de verre, couleur cuivre, arrière fastback, volant rétractable pour accès au cockpit par le pare-brise-porte papillon, sièges baquet intégrés, instrumentation sur écran de contrôle numérique (visionnaire et factice à l'époque). 
Le design aéronautique est inspiré entre autres des avions supersoniques de l'époque et des concept cars concurrents General Motors Firebird III (1959), Chevrolet Testudo (1963), Alfa Romeo Carabo (1968), Alfa Romeo 33.2 (1968), Alfa Romeo Iguana (en) (1969), Autobianchi Runabout (1969), et Ferrari Modulo (1970)... 

Lancia Stratos HF, Stradale, et New Stratos
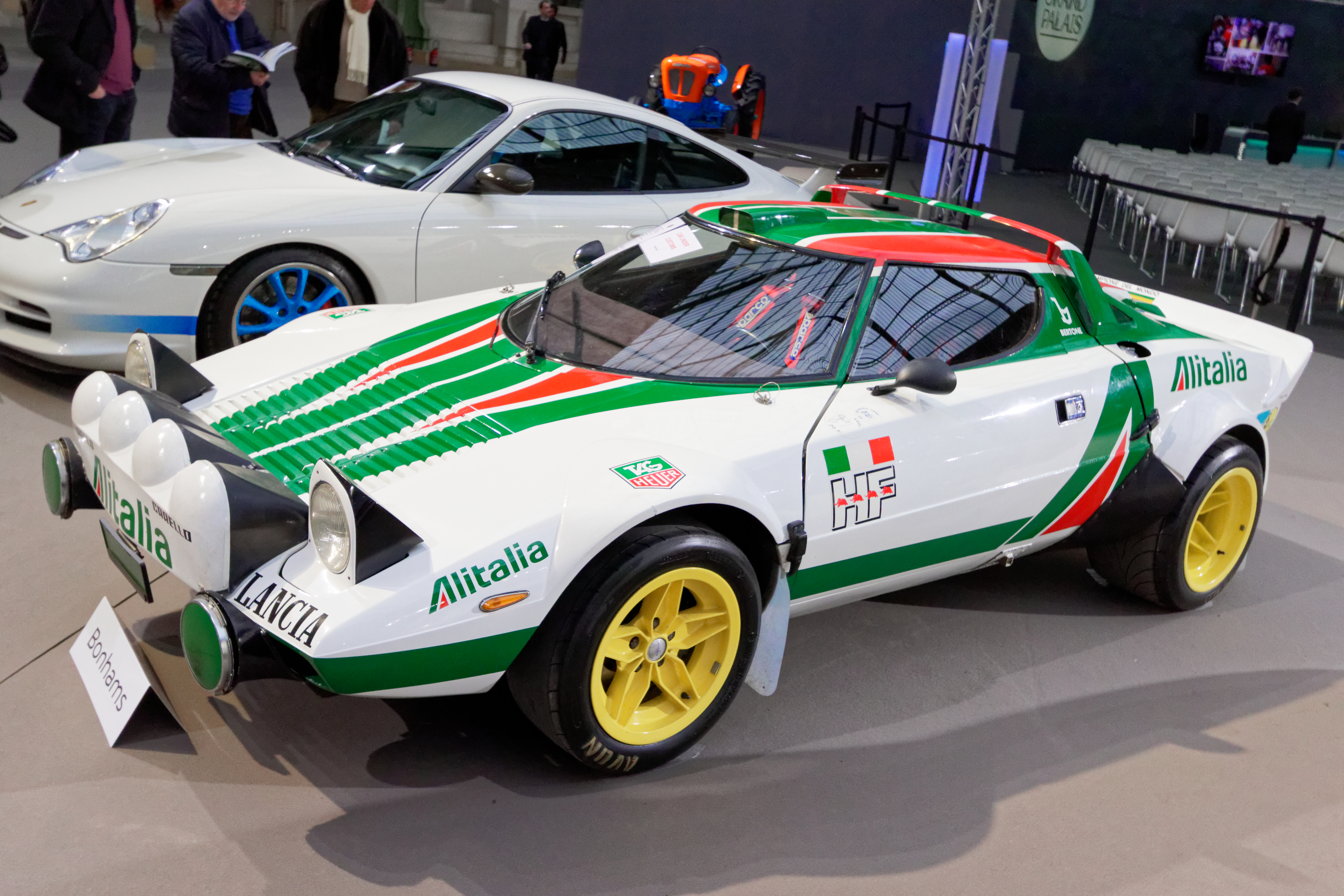
Lancia Stratos HF (1973)
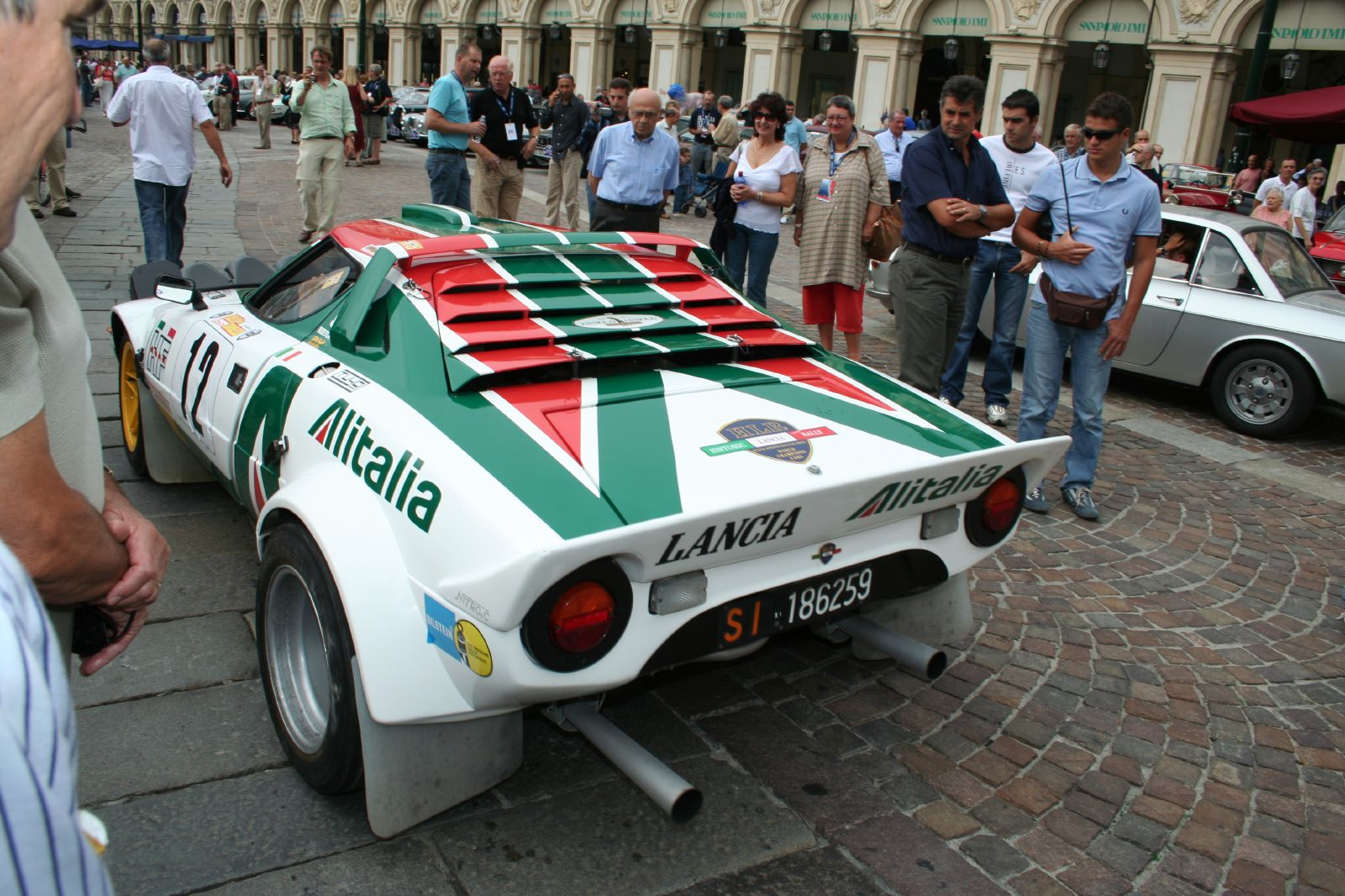
Lancia Stratos HF
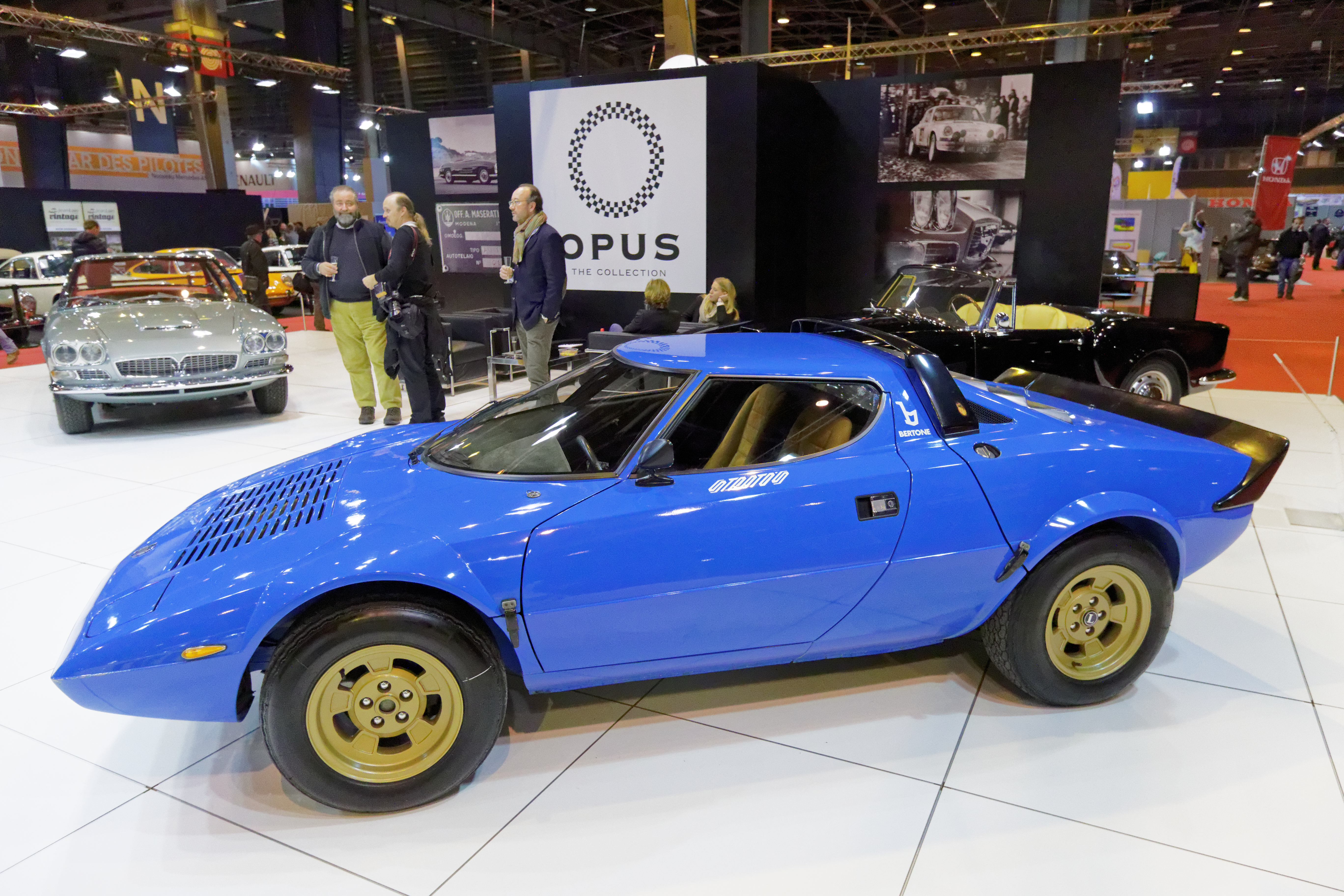
Lancia Stratos HF Stradale (1974)
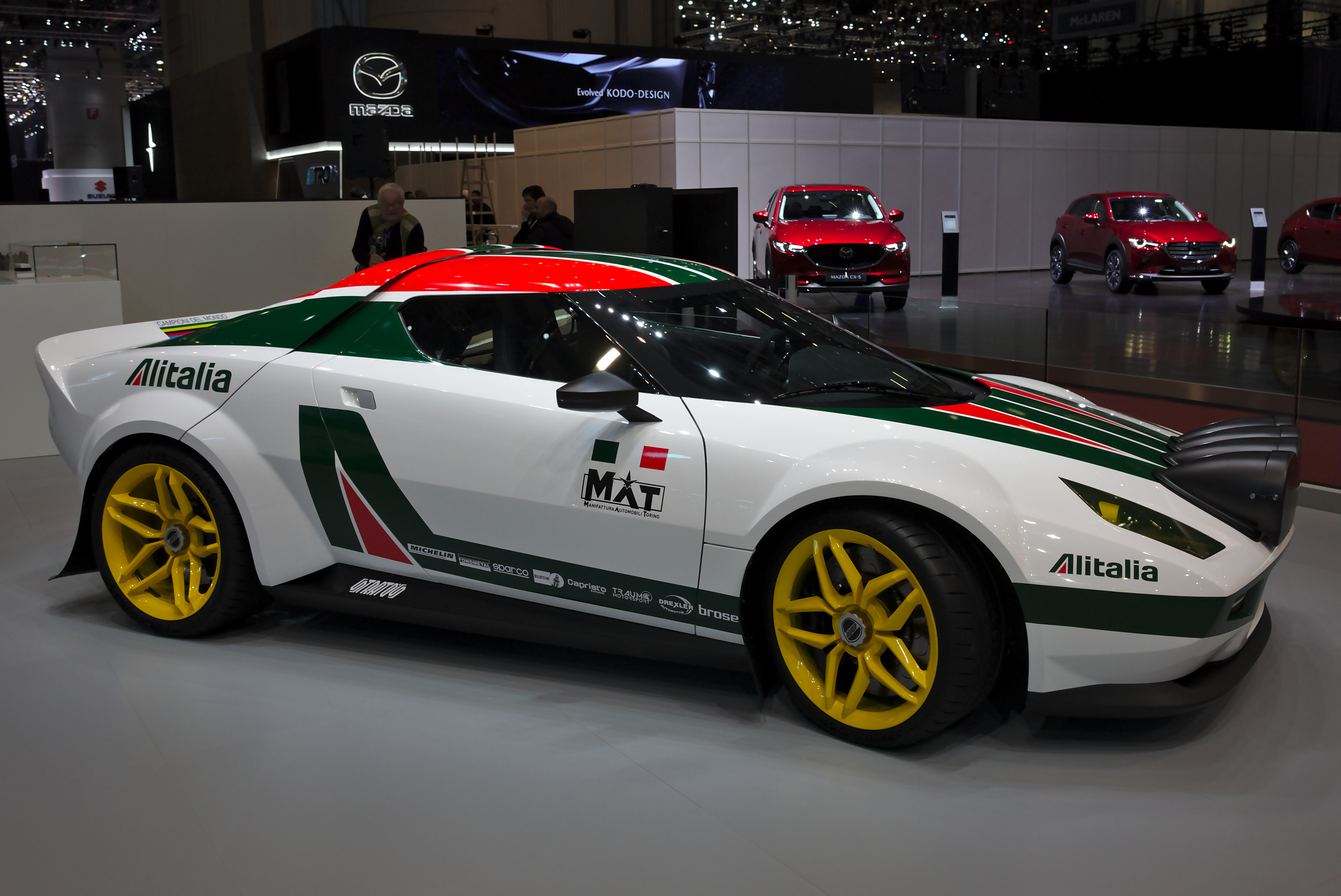
New Stratos (2010)

Elle inspire le style des Maserati Boomerang (1971), De Tomaso Pantera (1971), Fiat X1/9 (1972), Vector (1972), BMW Turbo (1972), Lamborghini Urraco (1973), Maserati Khamsin (1974), Lamborghini Bravo (en) (1974), Lamborghini Countach (1974), Lotus Esprit (1976), Dome Zero (1978), Lancia Medusa (en) (1980), DeLorean DMC-12 (1981), Peugeot Quasar (1984), Ferrari Testarossa (1984), ou Maserati Birdcage75th (2005)...

### Motorisation
La Lancia Stratos Zero est motorisée par un moteur central arrière Lancia V4 engine (en) de Lancia Fulvia HF1600 Rally, de 1,6 L pour 115 ch. 

## Musées
Ce concept car est exposé depuis au musée Bertone près de Turin, puis vendu aux enchères entre autres au concours d'élégance Villa d'Este 2011, et exposé depuis par ses divers propriétaires privés successifs dans divers concours d'élégance et musées automobiles du monde,. 

## Au cinéma
- 1988 : Moonwalker, film musical de Jerry Kramer et Colin Chilvers (en) (Lancia Stratos Zero incarnée par Michael Jackson[14]).